# Power of Love (Luther Vandross)
Power of Love è il settimo album in studio del cantautore statunitense Luther Vandross, pubblicato nel 1991.

## Tracce
1. She Doesn't Mind – 4:05 (Luther Vandross, Reed Vertelney)
2. Power of Love/Love Power – 6:42 (Vandross, Marcus Miller, Teddy Vann)
3. I'm Gonna Start Today – 6:12 (Vandross, Miller)
4. The Rush – 6:45 (Vandross, Miller)
5. I Want the Night to Stay – 5:26 (Vandross, Nat Adderley Jr.)
6. Don't Want to Be a Fool – 4:34 (Vandross, Miller)
7. I Can Tell You That – 5:25 (Vandross, Hubert Eaves III)
8. Sometimes It's Only Love – 4:54 (Vandross, Skip Anderson)
9. Emotional Love – 3:53 (Vandross, Eaves)
10. I (Who Have Nothing) (duetto con Martha Wash) – 7:26 (Carlo Donida, Mogol, Jerry Leiber, Mike Stoller)